# Chibi-Manga
Chibi-Manga ist der Titel einer Reihe hauptsächlich deutscher Comics im Manga-Stil des Verlags Carlsen Comics, die in den Jahren 2007 bis 2009 erschien.

## Format und Stil
Der Begriff chibi stammt aus dem japanischen und bedeutet klein, niedlich oder Zwerg. Er bezieht sich auf das Format der Bände (sie erschienen mit je 68 Seiten im ungewöhnlich kleinen Format von etwa 9,5 × 14,5 cm), kann im Zusammenhang mit Mangas aber auch für Zeichnungen im Super-Deformed-Stil stehen.

## Veröffentlichung
Die 26 erschienenen Bände umfassen jeweils eine Geschichte und wurden in Boxen veröffentlicht, jedoch auch einzeln verkauft. Zur Leipziger Buchmesse im März 2007 erschien die erste Box mit fünf Bänden, darauf folgten im August 2007 und im März 2008 zwei weitere Boxen mit jeweils sechs Bänden. Im August 2008 folgte die vierte Box mit fünf Bänden, die mit Blood Hound Special von Kaori Yuki auch erstmals einen japanischen Manga enthielt. Im März 2009 schloss die vierbändige fünfte Box die Reihe ab. Darin enthalten war mit Mad Matic von Akira Toriyama ein weiterer aus Japan stammender Band.

## Liste
Box I

1. Luxus von Judith Park

2. White Pearl von Nadine Büttner

3. Geeks von Michael Rühle

4. Racoon von Melanie Schober

5. Drachenschnee von Franziska Steffen und Tina Lindhorst
Box II

6. Strike Back  von Olga Rogalski

7. Twins Love Panic von Dörte Dettlaff

8. Kensei von Christian Pick

9. Im Namen des Sohnes von Zofia Garden

10. E-Motional von Martina Peters

11. Make a Date von Alexandra Völker
Box III

12. Die Spur von Helen Aerni

13. Umbra von Natalia Zaitseva

14. Masterminds von Jeffrey Gold

15. Legacy of the Ocean von Marika Herzog

16. Turnover von Marika Paul

17. A Deamon's Kiss von Rebecca Jeltsch
Box IV

18. Papaya von Reinhard Tent

19. Blood Hound Special von Kaori Yuki

20. Todernst von Stella Brandner

21. Aladins Erbin von Eva Schmitt und Janine Winter

22. Tarito Fairytale von Detta Zimmermann
Box V

23. Mad Matic von Akira Toriyama

24. Kentaro von Kim Liersch

25. Golden Butterfly von Sabrina Ehnert und Selina Schuster

26. Dancing King von Carla Miller und Isabelle Metzen